# Abel Gauthier
Pour les articles homonymes, voir Gauthier.
Abel Gauthier, né le 17 novembre 1905 à Orbeil (Puy-de-Dôme) et mort le 28 février 1991 à Orbeil (Puy-de-Dôme), est un homme politique français.

## Détail des fonctions et des mandats
Mandats locaux
- 1947 - 1953 : Maire d'Orbeil
- 1953 - 1959 : Maire d'Orbeil

Mandat parlementaire
- 26 septembre 1965 - 1er octobre 1974 : Sénateur du Puy-de-Dôme